# Довгоп'ят
Довгоп'ят (Tarsius Storr, 1780) — рід приматів родини довгоп'ятових.

## Найвідоміші особливості
Найменший за розміром серед приматів. Ріст складає від 9 до 16 см. Хвіст голий, без шерсті, довжиною від 13 до 28 см. Маса від 80 до 160 грам.
Довгоп'яти мешкають у тропічних лісах Південно-Східної Азії. Ці тварини харчуються комахами і дрібними хребетними, на яких полюють в основному вночі і в сутінках.
Звички: тримаються поодинці або невеликими групами.
Їжа: величезна кількість комах, маленькі пташки, кажани, ящірки і змії.
Звуки: писк і щебетання.
Тривалість життя: до 12 років.
Представники трьох видів довгоп'ятів мають однакові розміри. Вони населяють окремі території на островах Південно-Східної Азії. Вдень довгоп'яти сплять, міцно вчепившись за гілки дерев. Прокидаються вони в надвечірніх сутінках і вирушають на пошуки їжі, швидко і вправно перескакуючи з дерева на дерево.

### Розмноження
Дитинчата банканського довгоп'ята живуть разом з матір'ю доти, доки не з'явиться наступне покоління малюків. Тоді вони залишають сім'ю і вирушають на пошуки власних володінь.
Усі види довгоп'ятів мітять свою територію сечею і виділеннями пахучих залоз, залишаючи їх на деревах й в інших високо розташованих місцях. Довгоп'яти злучаються на деревах. Після 6-місячної вагітності самка народжує одне дитинча, яке вкрите густою шерстю і має розплющені очі. З перших днів життя воно починає лазити по деревах, але ще якийсь час залежить від матері, яка його годує. Самка перший час переносить дитинча у зубах, як кішка кошенят. Вирушаючи на пошуки їжі, вона залишає дитинча одне, проте перекликується з ним. У тижневому віці дитинча довгоп'ята пробує тверду їжу і поступово залишає молочне харчування.

### Спосіб життя

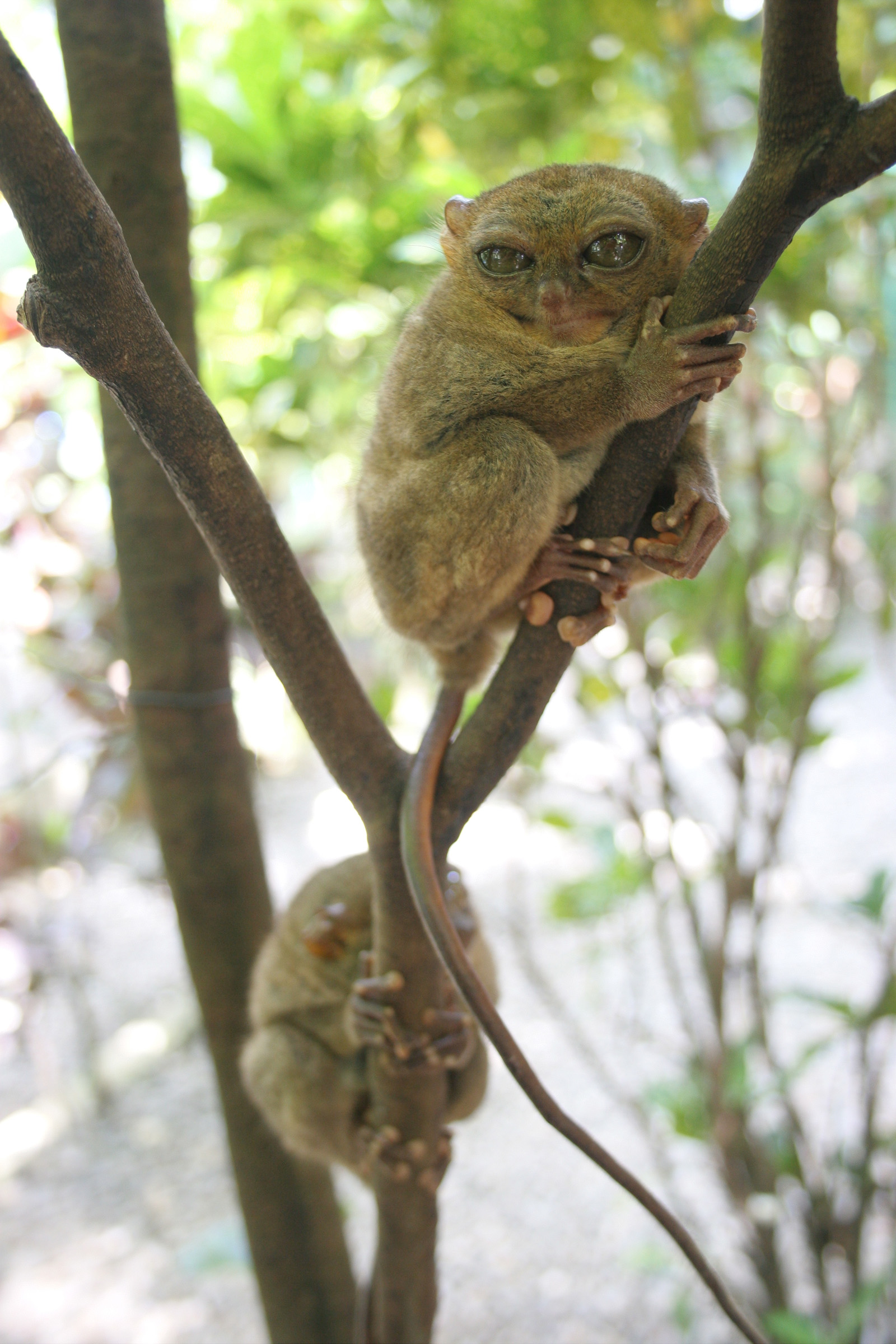
Пара філіппінських довгоп'ятів на дереві

Існує три види довгоп'ятів: банканський (або західний), довгоп'ят-привид (макі-домовик) і філіппінський (сирихта). За поведінкою перших двох видів дослідники спостерігали у природі; про спосіб життя філіппінського довгоп'ята нічого не відомо.
Усі довгоп'яти мають дуже довгі задні кінцівки, довжина яких удвічі більша за довжину тіла разом з головою. Завдяки їм, довгоп'яти можуть сильно відштовхуватися, стрибаючи з дерева на дерево. Перед тим, як опуститися на гілку, довгоп'ят зазвичай здійснює перекидання у повітрі. На кожній руці і нозі довгоп'ят має по п'ять довгих тонких пальців, що закінчуються нігтями (окрім другого і третього пальців ніг з гострими кігтиками для розчісування шерсті). У довгоп'ятів величезні очі з незвичайно великими зіницями. їхні зіниці майже нерухомі, але голова може повертатися на 180°. Щоб побачити здобич, довгоп'ятам потрібна мінімальна кількість світла.
Вночі, у пошуках поживи, довгоп'яти рухаються на висоті не більше 1 м над землею в гілках невисоких тонких дерев. Вдень вони сплять на високих деревах. Довгоп'яти прокидаються на заході сонця, якийсь час відпочивають і потім вирушають на годування. З першими променями сонця довгоп'яти повертаються на місця денного відпочинку. Основні вороги довгоп'ятів — сови.

### Їжа
Філіппінський довгоп'ят і довгоп'ят-привид є комахоїдними тваринами. Вони полюють на комарів, бабок, нічних метеликів, термітів, тарганів і сарану. У неволі довгоп'яти успішно поїдають банани. Банканський довгоп'ят, як і його родичі, також харчується комахами. Крім того, він ловить маленьких ящірок, змій і кажанів. Довгоп'яти цього виду вбивають навіть птахів, які за розмірами більші, ніж він сам. Довгоп'яти не тільки збирають їжу, але й активно полюють, демонструючи здатність схоплювати пташку на льоту, несподівано стрибаючи на неї з дерева і хапаючи руками, немов воротар м'яча. У пошуках їжі довгоп'яти керуються тонким слухом. Паща довгоп'ятів усіяна довгими і гострими зубами, які з легкістю встромлюються в тіло жертви. Зловивши маленьку комаху, довгоп'яти іноді спускаються на землю, щоб спокійно з'їсти здобич. Крупну здобич вони спочатку вбивають, потім несуть в укриття на дереві і там з'їдають її, притримуючи лапками. Довгоп'яти потребують регулярного водопою. Іноді тварини спускаються на землю і п'ють з калюжі або річки, але зазвичай для втамовування спраги задовольняються дощовою водою, що накопичилася на листках і стовбурах дерев.

### Цікаві факти
Повертаючись до партнера, довгоп'ят налагоджує з ним контакт, смикаючи його за хвіст. Самка і самець філіппінського довгоп'ята і довгоп'ята-привида люблять сидіти поруч, при цьому хвости тварин переплетені.
Попри те, що в місцях існування довгоп'ятів водиться багато деревних змій, рептилії рідко на них нападають. Змія під час полювання керується інформацією, отриманою терморецепторами, що дозволяють на відстані відчувати теплокровних тварин. Виявляється, вдень, коли змії полюють, довгоп'яти сплять, і в цей час температура їхнього тіла знижується.
Для очищення від залишків їжі довгоп'яти труться мордочками об гілки дерев.
Довгоп'яти зрідка полюють на отруйних змій.

### Характерні особливості довгоп'ятів
Усі три види довгоп'ятів активні в сутінки і вночі, мають прекрасний зір і слух.
Очі: величезних розмірів, що дивляться прямо вперед. Великим нерухомим зіницям достатньо невеликої кількості світла.
Вуха: великі воронкоподібні й рухливі. У довгоп'ятів добрий слух.
Хвіст: довгий голий, з китичкою на кінці. Під час стрибків діє як стерно, а при лазінні як опора.
Задні кінцівки: довші, ніж передні (особливо подовжена п'ята — звідси й назва), забезпечують сильне відштовхування при стрибку.

### Місця проживання
Довгоп'яти поширені на островах Малайського архіпелагу. Філіппінський довгоп'ят — у південно-східній частині Філіппінських островів, банканський довгоп'ят — на Калімантані, півдні Суматри і островах Банка і Серасан, а довгоп'ят-привид — на островах Сулавесі і Салаяр.

### Збереження
Природному місцю існування довгоп'ятів загрожує знищення. Сирихті загрожує повне зникнення.